# Imperium w płomieniach
Imperium w płomieniach (tyt. oryg. The Consuming Fire) – amerykańska powieść fantastycznonaukowa napisana przez Johna Scalziego. Jest uznawana za operę kosmiczną. Została wydana przez Tor Books 16 października 2018. Audible wydało wersję audiobooka z narracją Wila Wheatona. To drugi tom trylogii The Interdependency. Polskie wydanie ukazało się w 2020 nakładem wydawnictwa NieZwykłe w tłumaczeniu Pawła Grysztara.